# تمثال فلاديمير فيسوتسكي (روستوف-نا-دونو)
تمثال للفنان فلاديمير فيسوتسكي - تمثال برونزي تم تركيبه في صيف 2014 في روستوف-نا-دونو في شارع بوشكين في روسيا. تم ترميمه كا تمثال لذكرت الفنان والشاعر الروسي فلاديمير فيسوتسكي.

## تاريخ
في عام 2009 تم تنظيم وجمع التبرعات لإنشاء نصب تذكاري في ذكرى فلاديمير فيسوتسكي في مدينة  روستوف-نا-دونو. وأقيمت مسابقة، أين قدم النحاتون خلالها عدة مشاريع عمل، التي من بينها الفائز مشروع أناتولي سكنارين.
 تم افتتاح النصب التذكاري في 25 يوليو 2014 ، وهو الذكرى الرابعة والثلاثين لوفاة الشاعر، في شارع بوشكينسكايا. يبلغ ارتفاع كل التركيب 3.4 متر، منها 2.3 متر جسم الفنان. r.  نصب من البرونز: فيسوتسكي يقف على خشبة المسرح في سترة وسروال، مع قيثارة في يديه وستائر على يمينه.
حضر حوالي 200 شخص في افتتاح نصب تمثال للفنان فلاديمير فيسوتسكي